# Transgression (film 1917)
Transgression è un film muto del 1917 diretto da Paul Scardon.

## Produzione
Il film fu prodotto dalla Vitagraph Company of America.

## Distribuzione
Distribuito dalla Greater Vitagraph (V-L-S-E), il film uscì nelle sale cinematografiche statunitensi il 20 agosto 1917.